# أمير حسين فشنجي
أمير حسين فشنجي (بالفارسية: امیرحسین فشنگچی)، من مواليد 7 يناير 1987، هو لاعب كرة قدم إيراني معتزل، وكان يلعب بمركز لاعب وسط، انضم للمنتخب الإيراني سنة 2009، ولعب فقط 4 مباريات، اعتزل اللعب نهائياً سنة 2021.

## مصدر
1. ↑  Feshangchi extended contract with Persepolis

## وصلات خارجية
- Amir Hossein Feshangchi at PersianLeague.com
- Amir Hossein Feshangchi's Profile in 18ghadam.ir
- أمير حسين فشنجي على فرق كرة القدم الوطنية.كوم